# Гарай, Леонид Павлович
Леонид Павлович Гарай (бел. Леанід Паўлавіч Гарай; 13 января 1937, Гомель — 5 августа 2019, Минск) — советский футболист, защитник, советский и белорусский футбольный тренер и функционер. Мастер спорта СССР (1967), заслуженный тренер Белорусской ССР (1983).

## Биография
Воспитанник спортивных секций г. Бреста и минской ФШМ. С 1956 года находился в составе минского «Спартака», но за основную команду сыграл первые официальные матчи только в 1958 году в рамках турнира класса «Б». После двух сезонов в основном составе ведущего клуба республики, в 1960 году перешёл в минский «Урожай», сыграл за сезон 32 матча и стал вторым призёром зонального турнира класса «Б».
В 1961 году вернулся в главный клуб Белорусской ССР, носивший теперь название «Беларусь». Дебютный матч в классе «А» сыграл 25 мая 1961 года против московского «Спартака», выйдя на замену в ходе матча вместо Михаила Радунского. Всего за сезон провёл 9 матчей в высшей лиге.
В 1962 году перешёл в минский СКА, в котором провёл два сезона во втором и третьем эшелонах советского футбола, затем в течение трёх лет играл в классе «Б» за «Спартак» (Брест).
После завершения игровой карьеры некоторое время работал в клубе из Бреста «Спартак»/«Динамо» тренером и начальником команды, а также директором СДЮСШОР № 5 г. Бреста. С 1978 года в течение почти 20 лет с небольшими перерывами работал начальником минского «Динамо». При его участии команда стала чемпионом СССР 1982 года и бронзовым призёром 1983 года, становилась чемпионом и призёром чемпионата Белоруссии, участвовала в еврокубках. За эти успехи Гарай был награждён в 1983 году званием «Заслуженный тренер БССР». Имел государственные награды, в частности орден «Знак Почёта» (1976), Почётную грамоту Верховного Совета БССР (1982).
В 2000-е годы работал на различных должностях в АБФФ.
Скончался в Минске 5 августа 2019 года на 83-м году жизни.